# Iglesia de la Inmaculada (Santa Eulalia del Campo)
La iglesia de la Inmaculada es una iglesia de culto católico del municipio de Santa Eulalia del Campo, en la provincia de Teruel (España). Está dedicada a la Inmaculada concepción. Se trata de un edificio de estilo gótico-renacentista construido en mampostería, combinada con sillar en los ángulos, por el arquitecto francés Quinto Pierres Vedel en torno a 1560.
Consta de una nave única de cuatro tramos con capillas laterales entre los contrafuertes y ábside poligonal. Toda la nave se cubre con bóvedas de crucería estrellada, lo que da una gran sensación de unidad y amplitud, mientras que las capillas laterales presentan crucería sencilla. Cuenta además con un coro alto a los pies. En su interior destaca el retablo de San Juan Evangelista, de la segunda mitad del siglo XVI.
La portada principal se abre en el muro meridional bajo un gran arco de medio punto. Se trata de una portada clasicista dividida en dos cuerpos unidos por aletones y rematados por un pequeño frontón curvo. Se cree que esta portada fue realizada por el mismo taller que esculpió la cruz de término situada junto a ella, que conserva inscrita la fecha de 1566.
La torre se levanta en el ángulo suroccidental y consta de tres cuerpos, los dos primeros de planta cuadrada y realizados en mampostería y el último de planta octogonal y realizado en ladrillo. Se remata con un chapitel de teja vidriada.
El edificio se encuentra adosado a la casa rectoral y su estado de conservación presenta algunas deficiencias.